# Meraldene
Meraldene o Merabtene es un pueblo en la Provincia de Bumerdés en Cabilia dentro de Argelia.

## Ubicación
El pueblo está rodeado por el río Meraldene, la presa de Meraldene y la ciudad de Thenia en la cordillera de Khachna.

## Zawiya
- Zawiya de Sidi Boushaki

## Personas
- Mustapha Ishak-Boushaki, astrofísico argelino.
- Toufik Boushaki, Ph.D. en Ingeniería energética argelino ;
- Mohamed Nassim Boushaki, Ph.D. en Robótica argelino ;
- Mohamed Seghir Boushaki, Político argelino ;
- Sidi Boushaki, Teólogo argelino ;
- Chahinez Boushaki, Baloncesto argelina ;
- Amine Boushaki, Atleta argelino ;
- Feriel Boushaki, Artista argelina ;
- Ali Boushaki, Teólogo argelino ;
- Razika Boushaki, Ph.D. en Ingeniería Automática argelina ;
- Saida Ishak-Boushaki, Ph.D. en Ingeniería Informática argelina ;